# Alessandra Torresani
Alessandra Torresani, pseudonimo di Alessandra Olivia Toreson (Palo Alto, 29 maggio 1987), è un'attrice statunitense.

## Biografia
Alessandra Olivia Toreson, è nata a Palo Alto,in California, il 29 maggio 1987. Suo padre è proprietario di una azienda attiva nel settore delle tecnologie mentre sua madre lavora come manager e amministratore delegato in diverse aziende.
Ha iniziato a studiare danza fin dall'età di due anni e a 8 ha ottenuto il suo primo ruolo in televisione. Durante i primi anni della sua vita si è interessata anche di arti marziali arrivando a diventare cintura nera di taekwondo.

## Carriera
Ha iniziato a lavorare fin da piccola in trasmissioni per bambini per conto della The WB Television Network e di Disney Channel. Negli anni seguenti ha partecipato come guest star in vari episodi di serie televisive di successo (tra cui JAG e Terminator: The Sarah Connor Chronicles) fino ad ottenere il suo primo ruolo da protagonista nel 2009 in Caprica, spin off della famosa serie Battlestar Galactica ottenendo critiche molto positive. Ha partecipato come guest star agli episodi 14, 15, 18 e 22 della nona stagione della serie The Big Bang Theory ritornando anche nel 14º episodio della decima stagione.

## Filmografia

### Cinema
- Lost & Found, regia di Jeff Pollack (1999)
- Baby Bedlam, regia di Eric Hendershot (2000)
- Mad Song, regia di David Roy (2004)
- Annie Goes Boating, regia di Noel Paul - cortometraggio (2010)
- Playback, regia di Michael A. Nickles (2012)
- A Green Story, regia di Nika Agiashvili (2012)
- The Moment, regia di Jane Weinstock (2013)
- Black Rapunzel, regia di Dominic Blackwell-Cooper (2013)
- Acid Girls, regia di Taylor Cohen (2014)
- The Pinhole Affect, regia di Charles Ancelle - cortometraggio (2015)
- Car Dogs, regia di Adam Collis (2016)
- Outlaw, regia di Tyler Shields (2016)
- Show Business, regia di Clark Duke - cortometraggio (2017)
- Step Sisters, regia di Charles Stone III (2018)
- Women Is Losers, regia di Lissette Feliciano (2021)

### Televisione (parziale)
- E.R. - Medici in prima linea (ER) – serie TV, episodio 5x06 (1998)
- Working – serie TV, episodio 2x13 (1999)
- My Last Love, regia di Michael Schultz – film TV (1999)
- Popular – serie TV, episodio 2x02 (2000)
- Even Stevens – serie TV, episodio 1x16 (2000)
- Malcolm (Malcolm in the Middle) – serie TV, episodi 3x04-5x04 (2001-2003)
- Newton, regia di Lesli Linka Glatter – film TV (2003)
- La sfida di Jace (Going to the Mat), regia di Stuart Gillard – film TV (2004)
- JAG - Avvocati in divisa (JAG) – serie TV, episodio 9x21 (2004)
- Arrested Development - Ti presento i miei (Arrested Development) – serie TV, episodio 1x22 (2004)
- I Finnerty (Grounded for Life) – serie TV, episodio 5x07 (2004)
- The War at Home – serie TV, episodio 1x06 (2005)
- Grand Union, regia di Gary Halvorson – film TV (2006)
- Love, Inc. – serie TV, episodio 1x15 (2006)
- Bones – serie TV, episodio 3x09 (2007)
- Terminator: The Sarah Connor Chronicles – serie TV, episodio 1x03 (2008)
- Happy Campers, regia di Gil Junger – film TV (2008)
- CSI - Scena del crimine (CSI: Crime Scene Investigation) – serie TV, episodio 9x16 (2009)
- Caprica – serie TV, 18 episodi (2009-2010)
- Warehouse 13 – serie TV, episodio 3x09 (2011)
- American Horror Story – serie TV, episodi 1x05-1x06 (2011)
- Circling the Drain, regia di Tucker Gates – film TV (2011)
- American Horror House, regia di Darin Scott – film TV (2012)
- Husbands – serie TV, 8 episodi (2011-2013)
- Due uomini e mezzo (Two and a Half Men) – serie TV, episodio 12x04 (2014)
- Workaholics – serie TV, episodio 5x01 (2015)
- The Fosters – serie TV, episodi 3x08-3x09 (2015)
- Lucifer – serie TV, episodio 1x10 (2016)
- The Big Bang Theory – serie TV, 5 episodi (2016-2017)
- Batwoman – serie TV, episodio 1x14 (2020)

## Doppiatrici italiane
Nelle versioni in italiano delle opere in cui ha recitato, Alessandra Torresani è stata doppiata da:
- Erica Necci in Caprica, The Big Bang Theory
- Barbara Pitotti in Malcolm
- Joy Saltarelli in American Horror Story
- Elena Perino in Due uomini e mezzo